# Edward Borein

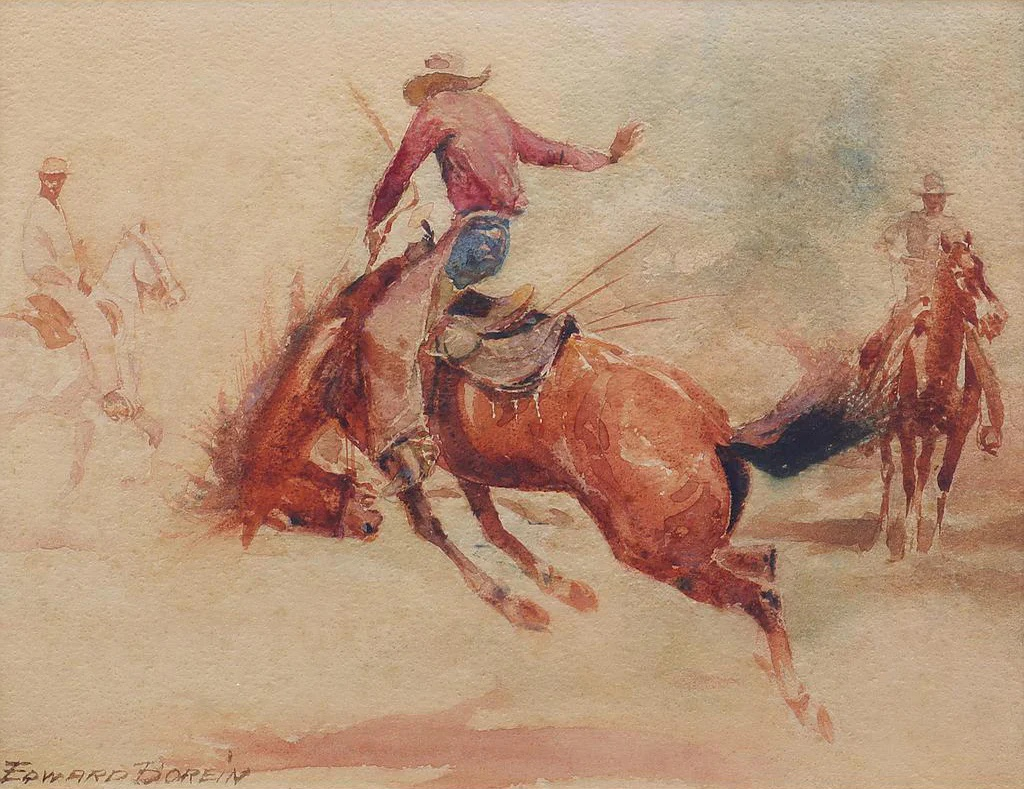
Edward Borein: Rodeo

John Edward Borein (* 21. Oktober 1872 in San Leandro, Kalifornien; † 19. Mai 1945 in Santa Barbara, Kalifornien) war ein amerikanischer Radierer und Maler, der für seine authentischen Darstellungen des Wilden Westens und Mexikos bekannt war.

## Leben
Edward Borein wurde 1872 im kalifornischen San Leandro geboren. Sein Großvater mütterlicherseits war einer der bekanntesten Reiter in Alta California, sein Vater arbeitete für den Sheriff von Alameda County. Edward Borein wuchs als Vaquero auf der Jesus Maria Ranch auf. Im Alter von fünf Jahren zeichnete er sein erstes Bild von zwei Pferden, die einen geschmückten Leichenwagen zogen. Mit zwölf wusste er, wie man reitet, Rinder einspannt und treibt, und mit achtzehn kaufte er sich von seinem Geld ein Pferd und einen Schlafsack und machte sich auf den Weg zur Küste, um Cowboy zu werden. Beim ersten Mal klappte es nicht – Edward Borein landete nach nur einem Jahr wieder in Oakland. Seine Mutter erkannte die Qualität der Skizzen, die er beim Cowboying angefertigt hatte, und meldete ihn an der Kunstschule der San Francisco Art Association an. Er hielt es an der Kunsthochschule nicht lange aus und verließ sie nach nur einem Monat wieder. Während seines Studiums lernte Edward Borein jedoch Jimmy Swinnerton und Maynard Dixon kennen, die ihm rieten, seine Studien fortzusetzen. Er schickte zwei Zeichnungen an Charles Lummis, den Herausgeber von Land of Sunshine, der beide für 15 Dollar kaufte. Nach der Rancho Jesus Maria ging Edward Borein nach Mexiko, wo er Spanisch lernte und die Lebensweise und Landschaft zeichnete, während er als Vaquero auf mehreren großen Ranches arbeitete. Als er die Grenze zu den Vereinigten Staaten überquerte, kam Edward Borein zum ersten Mal mit den Stämmen der Navajo, Hopi, Zuñi und Pima in Kontakt.

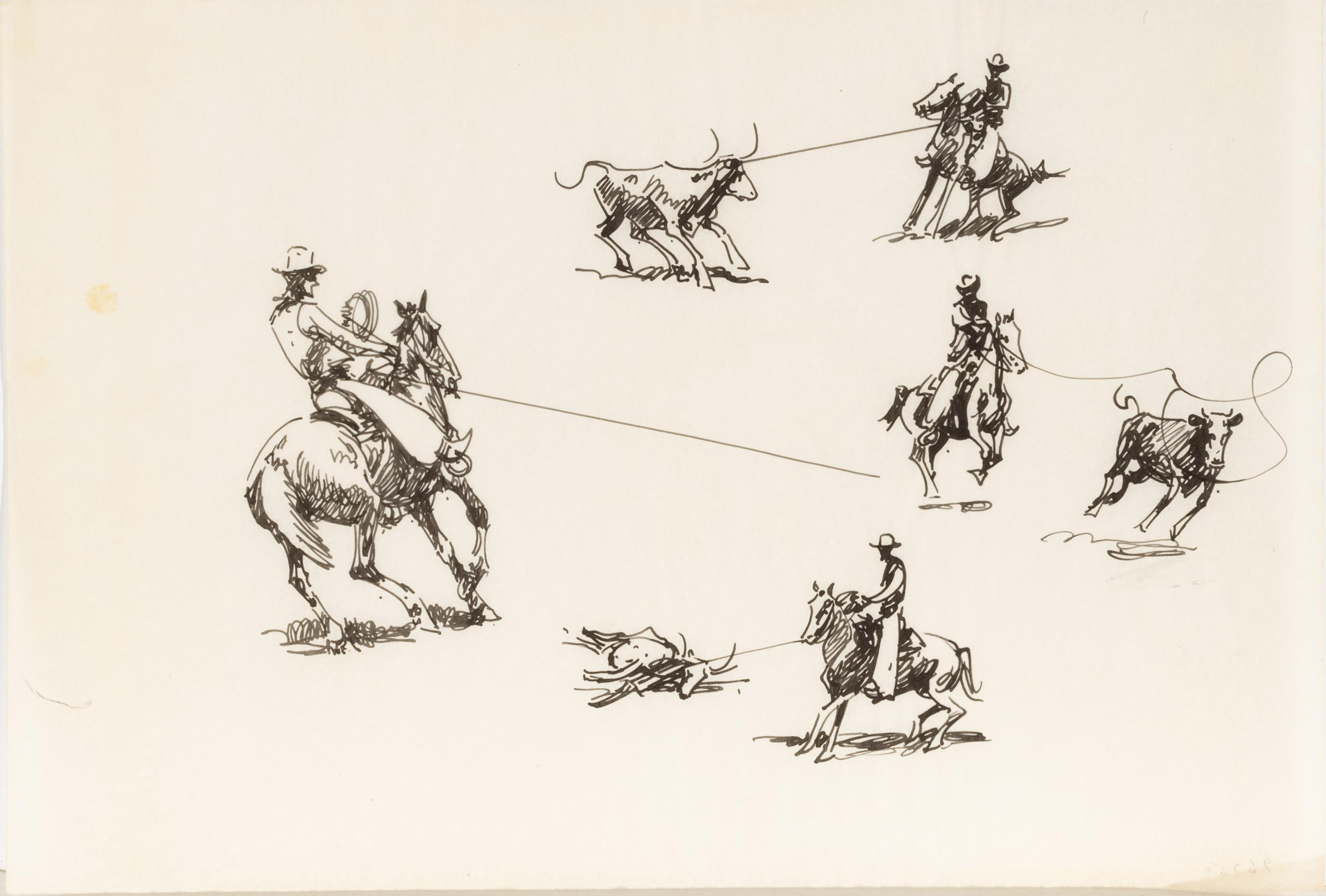
Vier Vignetten mit der Darstellung eines Cowboys, der einen Ochsen fängt.

1900 nahm Edward Borein eine Stelle als Illustrator beim San Francisco Call an und unternahm mit Maynard Dixon eine Skizzenreise in den Nordwesten. 1903 reiste er zur Ranch von Phoebe Hearst in New Mexico und besuchte El Paso, Laguna, Acoma, Taos, Oraibi und Walpi. Die Zeichnungen, die Edward Borein während dieser Zeit anfertigte, wurden später immer wieder für Radierungen verwendet. Seine Tuschezeichnungen erschienen in Harpers, Colliers Weekly, Sunset Magazine, The Saturday Evening Post und als Werbung für Stetson Hats, Pierce Arrow und Aunt Jemima. Edward Boreins Erfolg führte ihn nach New York, wo er zwölf Jahre lang als Künstler und Illustrator lebte. Edward Borein freundete sich mit Will Rogers und seinem Idol Charlie Russell an und lernte viele der wichtigsten Persönlichkeiten der westlichen Kunst und Unterhaltungsbranche kennen. Russell war von Boreins Arbeiten beeindruckt und sagte ihm, dass er der beste Ölmaler aller westlichen Künstler werden könnte, wenn er nur weiter üben würde. Da Edward Borein dies als versteckte Kritik auffasste, gab er die Ölmalerei für eine Weile auf und konzentrierte sich für den Rest seiner Karriere auf Aquarelle. 1921 kehrte er nach Kalifornien zurück, heiratete und ließ sich in Santa Barbara nieder, wo er Mitglied des Santa Barbara Art Club wurde.